# Volby do zastupitelstva města Plzně 2010
Volby do zastupitelstva města Plzně v roce 2010 proběhly 15 a 16. října 2010 v rámci celostátních komunálních voleb. Dosavadní primátor města Pavel Rödl se jich účastnil v čele uskupení Občané.cz. Vítězem voleb se však stala ODS v čele s učitelem Martinem Baxou. Ta získala 14 křesel, ale stejně získala i druhá ČSSD. Obě strany poté vytvořily koalici a primátorem se stal právě Baxa.

## Výsledky hlasování
| Volební strana                                                | Počet hlasů | Hlasy v % | Mandáty | Bilance |
| ------------------------------------------------------------- | ----------- | --------- | ------- | ------- |
| Občanská demokratická strana                                  | 0 565 614   | 024,78    | 14      | ▼ -8    |
| Česká strana sociálně demokratická                            | 0 543 564   | 0 23,81   | 14      | ▲ +4    |
| TOP 09                                                        | 0 280 985   | 0 12,31   | 7       | ▲ +7    |
| Komunistická strana Čech a Moravy                             | 0 221 476   | 0 9,70    | 5       | ▼ -1    |
| Občané.cz                                                     | 0 206 734   | 0 9,06    | 5       | ▲ +5    |
| Pravá volba pro Plzeň                                         | 0 115 104   | 0 5,04    | 2       | ▼ -1    |
| Plzeňská Aliance                                              | 0 102 860   | 0 4,51    | 0       | ▼ -3    |
| Křesťanská a demokratická unie – Československá strana lidová | 0 98 644    | 0 4,32    | 0       | ▼ -3    |
| Věci veřejné                                                  | 0           | 0 2,66    | 0       | ▬ ±0    |
| Suverenita – Blok Jany Bobošíkové                             | 0 47 184    | 0 2,07    | 0       | ▬ ±0    |
| Česká pirátská strana                                         | 0 18 733    | 0 0,82    | 0       | ▬ ±0    |
| Strana Práv Občanů ZEMANOVCI                                  | 0 14 336    | 0 0,63    | 0       | ▬ ±0    |
| Dělnická strana sociální spravedlnosti                        | 0 4 321     | 0 0,19    | 0       | ▬ ±0    |
| Volte Pravý Blok www.cibulka.net                              | 0 1472      | 0 0,06    | 0       | ▬ ±0    |
| Balbínova poetická strana                                     | 0 907       | 0 0,04    | 0       | ▬ ±0    |